# 常夏みかん
常夏 みかん（とこなつ みかん、1984年8月9日 - ）は、日本の元AV女優。
ライムプロモーション所属。趣味、特技：バスケ・水泳・陸上・書道（五段）

## 略歴
2003年にAVデビュー。

## 作品

### アダルトビデオ
2003年
- Gorilla Vol.4 売春女子高生 常夏みかん (8月13日、ゴリラ) ※激薄・薄消し作品
- 路上おもらし娘2（9月21日、グローリークエスト）共演:吉沢ミズキ、琴弾まりえ
- White Bell Vol.2 常夏みかん (12月23日、ピュアマジック) ※激薄・薄消し作品

2004年
- 素人モデル初ヌード最高打（1月20日、ホットエンターテイメント）オムニバス作品
- 汁レズ・ザ・ワールドMAX（1月22日、ディープス）
- エロリスト Vol.4 常夏みかん (2月10日、エキサイト) ※激薄・薄消し作品
- 唾液★痴女 [誘惑ヨダレディ]（4月3日、ドリームチケット）
- 痴女★校生 [オトナが敬語になるプレイ]（4月29日、ドリームチケット）
- 近親相姦 背徳愉悦2（5月21日、桃太郎映像出版）
- 大富豪（7月3日、ワープエンタテインメント）
- 新おもらし我慢大会 前編（7月23日、GIGA）
- ドリームクリニック VOL.5 職権乱用痴女集団（8月1日、MOODYZ）
- 諸国漫遊紀 石垣島ノ旅（8月6日、桃太郎映像出版）オムニバス作品
- ペニバン逆アナル Vol.2（8月19日、ナチュラルハイ）
- 暴行現場ファイル 犯罪はリアルタイムで起きている#1（8月23日、アルファーインターナショナル）
- 新おもらし我慢大会 後編 （9月10日、GIGA）
- 女教師レズ学園（12月1日、ドリームチケット）
- M-1グランプリ（12月3日、ワープエンタテインメント）

2005年
- 裏M-1グランプリ（1月8日、ワープエンタテインメント）
- 市原流 乱交（6月17日、桃太郎映像出版）オムニバス作品
- 人気女優の過激○ビデオ 2 常夏みかん（7月1日）
- 常夏みかんの表に出せないビデオ（7月6日、エイチエス映像）
- 流出! 有名AV女優の乱交ハメ撮り（7月29日、エイチエス映像）
- まんコレクター 『30人のおま○こファイル』もちろんチ○ポも入れてます!（8月10日、隼エージェンシー）
- 撮影現場からGET!!10 （8月12日、桃太郎映像出版）
- 発情パフォーマンス （9月13日、隼エージェンシー）
- 人気女優○○の過激裏ビデオ1 （10月6日、ロードアウトムービー）
- マジッ!Tバックブルマーだらけのコギャル大運動会 （10月6日、V&Rプロダクツ）
- マジッ!Tバックブルマーだらけのコギャル大運動会の裏側全部見せます （10月6日、V&Rプロダクツ）
- 淫乱症候群 チンコとザーメンが大好きな女たち （10月13日、隼エージェンシー）
- AVジャンボリー!一般視聴者超参加型企画!あなたもAV監督になってみませんか? （10月14日、ビッグモーカル）
- リアルスペクタクル8 （10月21日、グラントレコーズ）
- 好奇心旺盛な女子校生集団痴女の担任教師になってHな質問責めされてみませんか? (10月21日、アリスJAPAN（ジャパンホームビデオ）
- 素人コギャルズMANIAX 16 （11月4日、V&Rプロダクツ）オムニバス作品
- レズRAVE 2 〔女子校生調教パーティー〕 （11月7日、アタッカーズ）
- AVアイドル常夏みかんのロリロリファック!! （11月11日、素人倶楽部）
- ヌキヌキ社員旅行〜AV制作会社の社員旅行に仲のいいAV女優3人を招待して好き放題やったら面白かったのでおもわず売っちゃいました!!〜 （11月11日、ビッグモーカル）
- 集団痴女コギャル2 完全版 (11月18日、おかず。（ケイ・エム・プロデュース））
- ヌキながら学べるギャル語教室 (11月19日、クロス）
- 中にどぴゅっとね!常夏みかん （12月4日、V&Rプロダクツ）
- 灼熱デジモレズカップル （12月19日、クロス）

2006年
- 濃縮常夏みかん （1月20日、グラントレコーズ）
- 素人コギャルHEAVEN4時間 3 (1月27日、おかず。（ケイ・エム・プロデュース））
- THE 痴女家庭教師 4（2月10日、メディアバンク）
- 集団女子校生痴女遊戯（2月13日、マルクス兄弟）
- ヌキながら学べるスキューバー教室（2月19日、クロス）
- 私立IP女学院 （3月1日、アイデアポケット）
- レズ攻撃…レズ反撃3 ヤられたら、ヤり返す!! 女VS女の陰湿レズレイプ（3月16日、アイエナジー）
- 無敵の痴女!（3月19日、クロス）
- ヌキながら学べるスノボー教室（3月19日、クロス）
- 行列のできる全裸SEX教団（3月31日、VIP）
- 癒らし。16（4月7日、アウダースジャパン）
- ドリーム学園10（5月1日、MOODYZ）※AV OPEN 2006エントリー作品
- AV女優を騙しごまかし無断ナカ出し!誤爆!!（5月19日、クロス）オムニバス作品
- BACKS BACKS（6月16日、LEO）オムニバス作品
- ワンピース黒タイツ。（6月19日、クロス）
- AVギャルのお宅訪問（6月20日、ホットエンターテイメント）
- エロカワキャバ嬢 中出しアフター 生ハメ生中出し（6月23日、ビバエンターテイメント）
- 女子寮物語。（7月21日、LEO）
- 僕のメガネは透視できる!（7月25日、ホットエンターテイメント）
- 車の外にAVギャルを立たせて後ろからイタズラするのが最高（7月25日、ホットエンターテイメント）
- 集団女子校生痴女 放課後男狩り編（7月28日、メディアステーション）
- スーパー野外露出駐車場で電動マッサージ器攻撃 2（7月28日、BeCool（タイガーマイスターズ））
- サイパンでパイパン大運動会 毛あり娘VSパイパン娘（8月13日、カルマ）
- WクイコミDANCE 1（8月15日、ジャネス）
- 夏娘!常夏みかんのズコバコ通信（8月20日、ホットエンターテイメント）
- TAXI ハメタク（8月21日、PIRATES）
- ドリーム学園10 6時間1980円 完全版（9月1日、MOODYZ）
- 滴る淫らな雫（9月8日、陽炎）
- SexLife 12 美尻娘（9月15日、実録出版）
- ギャル☆魂（9月19日、D1(ドグマ））
- 痴女GALサークル〜女30人淫行通学バス〜（10月1日、V（ヴィ））
- 素人ギャルをナンパして私のオシッコ飲んで下さいな!? （10月19日、甲斐正明事務所
- 素人コギャルHEAVEN 4時間 4（10月20日、おかず。（ケイ・エム・プロデュース））
- 痴女GALサークル2〜女30人淫行通学バス〜（11月1日、V（ヴィ））
- 夢のモテモテ大乱交（11月1日、MOODYZ）
- Air Sex Dance PART.2（11月5日、ジャネス）
- ギャルコレ!5（11月17日、うまなみ。（ケイ・エム・プロデュース））
- 痴女GALサークル 〜女30人淫行通学バス〜 3（12月1日、V（ヴィ））
- GALCIR（12月1日、アイデアポケット）
- サイパンでパイパン!大運動会の裏側見せます! 出演者に内緒でガチンコ夜這いしちゃいました。（12月13日、カルマ）
- 人魚戦隊マリンファイブ<陵辱編>（12月22日、GIGA）
- 人魚戦隊マリンファイブ<討伐編>（12月22日、GIGA）

2007年
- 痴女GALサークル 〜女30人淫行通学バス〜 4（1月1日、V（ヴィ））
- チョイ不良実行委員会 AVプロダクションの男マネージャーを他のプロダクションの女優さんが無理矢理犯っちゃったビデオin沖縄（1月1日、V（ヴィ））
- 禁断淫乱女学院（1月6日、アウダースジャパン）
- DOKIレズ6（1月6日、アウダースジャパン）
- 女子校生乱痴気ヌギヌギDANCE（1月13日、ラハイナ東海）
- スティンガー ギャル系AV女優編（1月26日、シャイ企画）オムニバス作品
- まるごとコギャルのデジモフェラ 3（2月8日、V&Rプロダクツ）オムニバス作品
- くい込みマ●コにコスりつけてオナニーをする変態娘（12月13日、ラハイナ東海）
- うまなみプレゼンツ。 28 ギャルコレ! 4時間 3（2月16日、おかず。（ケイ・エム・プロデュース））うまなみ。作品『ギャルコレ!5』のセルDVD化作品
- 超ヌギヌギDANCE 3（2月19日、スタイルアート）
- NOモザイク!おげれつダンス!!PART.6（2月28日、未来・フューチャー）
- GOLDEN TICKET（3月1日、A-BOX）
- くい込みマ●コにコスりつけてオナニーをする変態娘（3月5日、ジャネス）
- オゲ!オゲ!女子校生ダンス!!1（3月25日、未来・フューチャー）
- 撮影現場で突然台本にないセックスを要求したらモデルはやらせてくれるのか?（4月13日、メディアバンク）
- 18歳専門 超ウルトラモザイク4時間DX（4月20日、ピーターズ）
- クイコミDANCE Specials 2（5月5日、ジャネス）
- 淫乱バスタイム! 純情なお嬢様の皆さ〜ん! 集団女湯!「泡イカセ」サービス始めました。（6月21日、LADY×LADY）
- セクシービキニお姉さんの素人チンポ狩りナンパ in 湘南（8月1日、V（ヴィ））
- ギャルコレ!Neo 3（レンタルのみ）（10月19日、おかず。（ケイ・エム・プロデュース））
- 乙音奈々解禁（11月16日、マキシング）
- ペニスバンドでご奉仕 痴女メイド（11月23日 T&M）
- ギャルコレ!Neo 4時間 2（セルのみ）（12月17日、おかず。（ケイ・エム・プロデュース））
- この女、凶暴すぎる!）（12月25日、WEEKENDER）

2008年
- 現役早●生の早稲田失禁ゼミナール 高嶺さゆり（2月16日、マキシング）
- どこでも羞恥レズ痴漢 3（10月20日、ピーターズ）

発売・レンタル開始日不明
- ザ・筆おろし 31（クリスタル映像）

### イメージビデオ
- 常夏みかんの七変化 （2007年7月31日、BNS）

### オリジナルビデオ
- 近親浪漫 / ひとつ屋根の下で （2005年11月21日、TMC）